# Parafia Narodzenia Najświętszej Maryi Panny w Bielsku-Białej
Parafia pw. Narodzenia Najświętszej Maryi Panny w Bielsku-Białej – parafia rzymskokatolicka znajdująca się w Bielsku-Białej, w dzielnicy Lipnik. Należy do Dekanatu Bielsko-Biała III – Wschód diecezji bielsko-żywieckiej. Jest prowadzona przez księży diecezjalnych.

## Historia
Parafia po raz pierwszy wzmiankowana została w spisie świętopietrza parafii dekanatu Oświęcim diecezji krakowskiej z 1326 pod nazwą Lipnik. Pod taką nazwą występuje również w kolejnych spisach świętopietrza z lat 1346 – 1358. Przejściowo należała również do powstałego ok. 1350 roku dekanatu Pszczyna.